# Dicranella apiculata
Dicranella apiculata là một loài Rêu trong họ Dicranaceae. Loài này được (Dozy & Molk.) Broth. mô tả khoa học đầu tiên năm 1901.